# Młodzież starsza (drób)

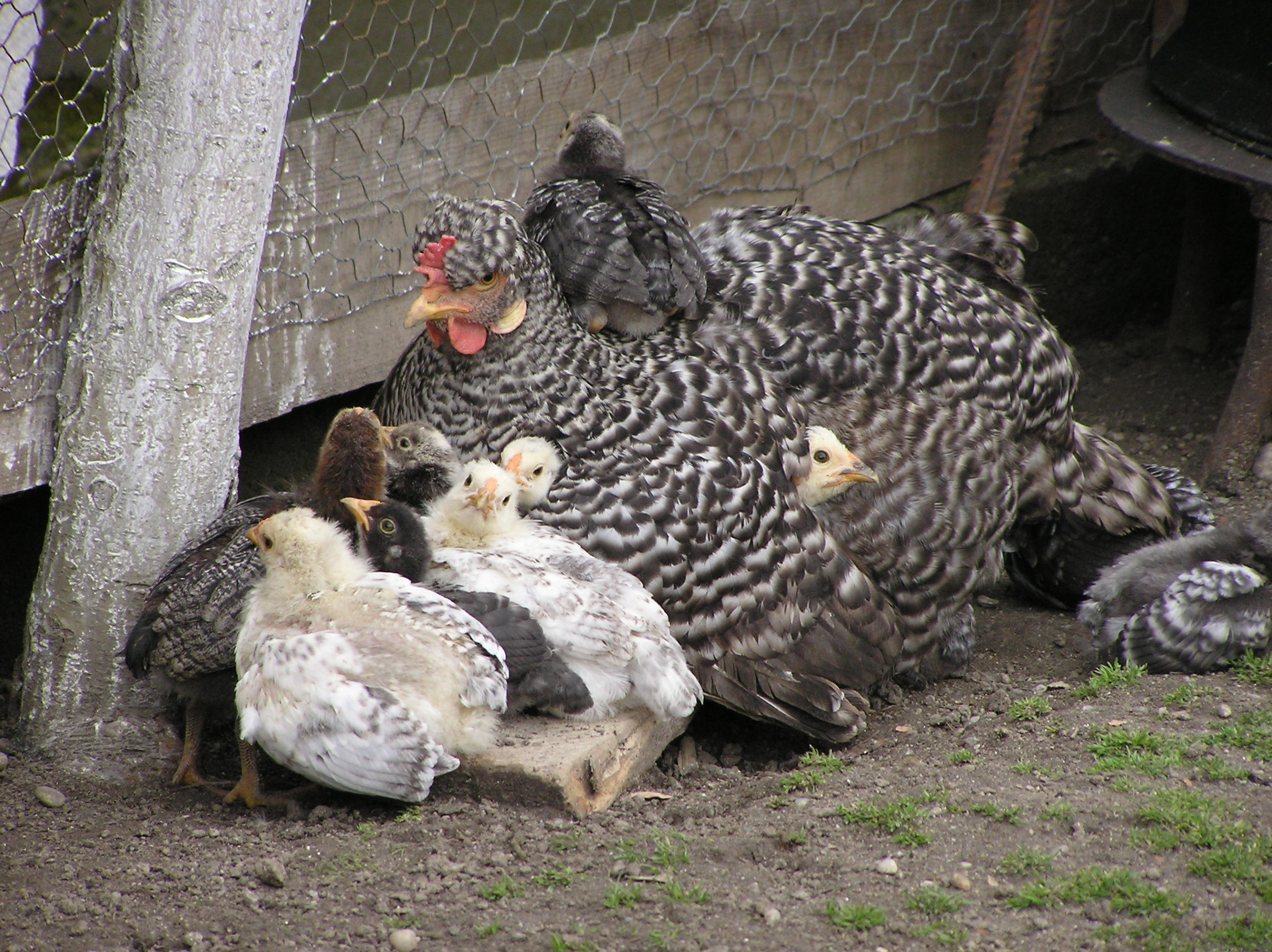
Indyczęta z matką

Młodzież starsza – w chowie drobiu: ptaki obojga płci w drugim okresie wychowu.
Młodzież starsza to ptaki w wieku od 9 do 13 tygodni, w zależności od gatunku i kierunku prowadzonej hodowli (mięso lub jaja), aż do momentu przeklasowania na stado dorosłe, czyli do 18–28 tygodnia życia (osiągnięcie dojrzałości płciowej).
Nazewnictwo młodzieży starszej w przypadku drobiu przedstawia się następująco i nie różni się od nomenklatury przyjmowanej dla młodzieży do 8 tygodnia życia:
- kurczęta – dotyczy kogutków i kurek (głównie kura domowa),
- kaczęta – dotyczy kaczorków i kaczuszek (kaczkowate),
- gąsięta – dotyczy gąsiorków i gąsek (gęsi),
- indyczęta – dotyczy indorków i indyczek (indyki).